# 580 př. n. l.

## Události
- založen Akragás, řecké město na Sicílii

## Hlava státu
Médská říše:
- Astyagés (Ištumegu)

Persis:
- Kambýsés I.

Egypt:
- Haibre (26. dynastie)

Novobabylonská říše:
- Nebukadnesar II.

## Úmrtí
Kýros I. - perský král